# مرسدس-بنز ویتو
مرسدس بنز ویتو (به انگلیسی: Mercedes-Benz Vito) خودرویی محصول شرکت مرسدس-بنز است که از سال ۱۹۹۶ تا کنون در مکزیک، بیتوریا، اسپانیا، لهستان، فوژو و جمهوری خلق چین تولید شده‌است.
این خودرو در کلاس ون قرار گرفته است. سیستم جعبه‌دندهٔ آن ۷ دنده به صورت خودکار است.

## مرسدس بنز ویانو

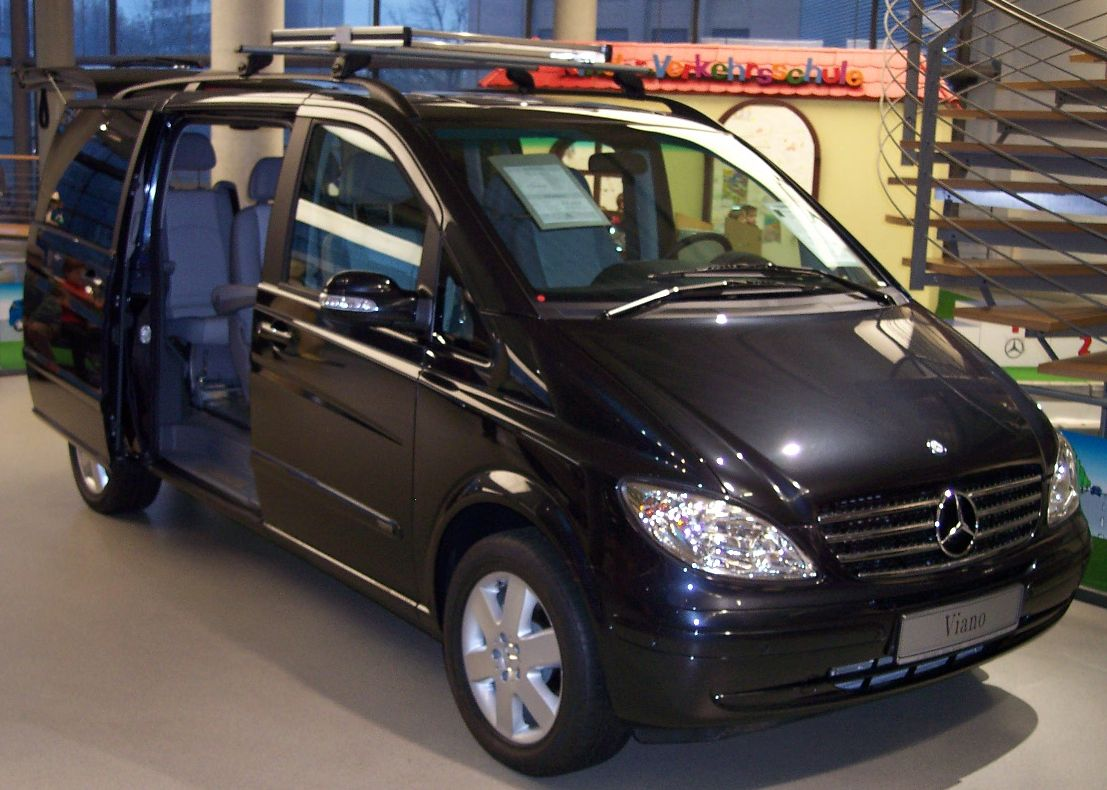

مرسدس بنز ویانو (به انگلیسی: Mercedes-Benz Viano) خودرویی است که از سال ۲۰۰۴ تا کنون (اسپانیا) ۲۰۰۸ تاکنون (مکزیک)۲۰۱۰ تا (چین) در بیتوریا، اسپانیا، اسپانیا، مکزیک، فوژو و جمهوری خلق چین تولید شده‌است. طراحی آن توزیع نیروی پیشران، خودروهای موتور جلو-چهار چرخ متحرک بوده طول آن در حالت طبیعی ۴٬۷۴۸–۵٬۲۲۳ میلیمتر (۱۸۶٫۹–۲۰۵٫۶ اینچ) و عرض آن در حالت طبیعی ۱٬۹۰۶ میلیمتر (۷۵٫۰ اینچ) و ارتفاع آن در حالت طبیعی ۱٬۸۷۵ میلیمتر (۷۳٫۸ اینچ) است. سیستم جعبه‌دندهٔ آن ۵ دنده به دو صورت خودکار و دستی است.